# Windward Passage
Windward Passagen er et stræde i Det Caribiske Hav, mellem øerne Cuba og Hispaniola. Strædet ligger mellem den østligste del af Cuba og den nordvestlige del af Haiti. Strædet er ikke bredere, end at man om natten kan se lysene fra den anden side.
Windward Passagen forbinder Atlanterhavet til Det Caribiske Hav.
20°N 74°V / 20°N 74°V